# Gerard Collier (5e baron Monkswell)
Pour les articles homonymes, voir Collier (homonymie).
 (janvier 2021).
Gerard Collier, 5e baron Monkswell (28 janvier 1947 - 12 juillet 2020) est un pair héréditaire britannique.

## Biographie
Il fait ses études à Portsmouth Polytechnic (BSc Mechanical Eng, 1971) et Slough Polytechnic. Il devient baron Monkswell en 1984 et est membre de la Chambre des lords de 1985 à 1999. Il est membre du parti travailliste du conseil municipal de Manchester de 1989 à 1994.
Lord Monkswell est candidat non retenu aux élections partielles à la Chambre des lords en 2003, 2005 et 2011.
Il est décédé le 12 juillet 2020 à l'âge de 73 ans.